# Maestro della Dormitio di Terni
Il Maestro della Dormitio di Terni est un maître anonyme qui a été actif en Ombrie de 1370 à la deuxième décennie du XVe siècle.
Il doit son nom à une monumentale fresque de la Dormitio Virginis (Dormition) de l'église San Pietro à Terni.
De sources écrites (1412), l'auteur de la Dormition est aussi celui des fresques du tympan de l'église San Nicolò, une Madonna col bambino tra i santi Agostino e Nicolò.
L'artiste désigné sous ce nom pourrait être Francesco di Antonio, actif, avec Cola di Pietro, aux décorations de l'église Santa Maria à Vallo di Nera. En 1991, Filippo Todini  avança le nom de Domenico da Miranda, qui travailla au Vatican pour le pape Urbain V puis à Spolète.

## Œuvres
- Maestà, fresque de l'église San Gregorio de Spolète (datée MCCCLX).
- Deux panneaux d'un polyptyque démembré et dispersé de la collection Lambert
- Triptyque, autrefois dans le Fonds Viezzoli, à Gênes, mais apparu sur le marché florentin en 2005.

## Sources
- (it) Cet article est partiellement ou en totalité issu de l’article de Wikipédia en italien intitulé « Maestro della Dormitio di Terni » (voir la liste des auteurs).